# Ad Astra (revista)
Ad Astra és la revista trimestral de la National Space Society (NSS). El nom Ad astra significa literalment "Cap als estels". La revista va néixer arran de la fusió de la L5 Society i el National Space Institute, que es va convertir en el NSS el 1987. La revista es va crear el 1989. Té la seu a Washington DC.
Imaginova, editora de Space.com, va publicar Ad Astra del 2005 al 2008. Des del 2008 fins que va tancar la companyia, la revista va ser publicada per MM Publishing.

## Premis
Impressió i
Associació de Comunicacions Gràfiques:
- Premi d'Excel·lència per al 2003, 2002, 2001, 2000, 1999
- El millor de Categoria per al 2003, 2002
- Millor peça impresa web per al 2003

Associació internacional de Comunicadors Empresarials:
- Premi Inkwell d'Argent d'Excel·lència per a l'any 2002